# 장크트갈렌 (오스트리아)

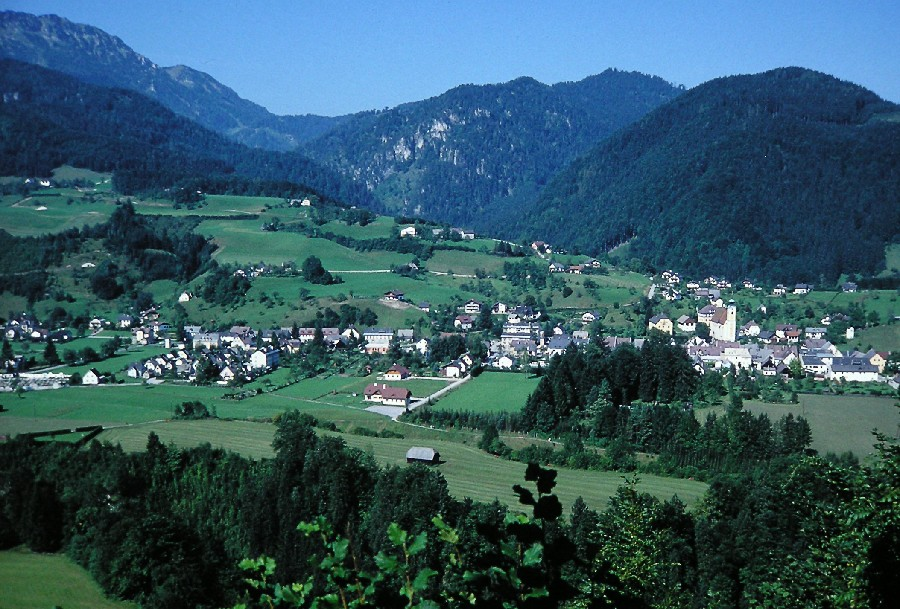
장크트갈렌의 전경

장크트갈렌(Sankt Gallen)은 오스트리아 슈타이어마르크주 리첸군에 있는 지방 자치 단체이다.